# 馬坂峠 (岐阜県)

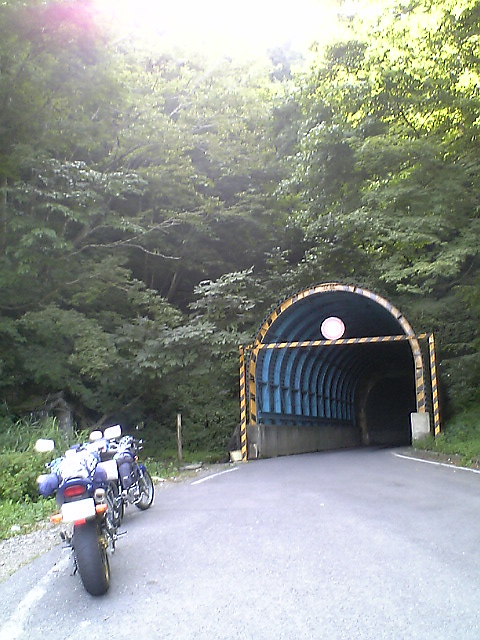
馬坂トンネル（2007年8月）

馬坂峠（うまさかとうげ）は、岐阜県揖斐郡揖斐川町と同県本巣市の間にある峠。

## 概要
岐阜県道270号藤橋根尾線上に位置し、馬坂トンネルによって通過する。トンネルの竣工は1933年（昭和8年）であり、路盤の整備には地元の小学生も動員された。
峠の西側の徳山村（現在の揖斐川町）は、昭和中期まで揖斐川沿いの道路（現在の国道417号）の整備が進まなかった。そのため、徳山村の郵便は馬坂峠を介して行われた。峠の東側の長嶺地区（現在の道の駅うすずみ桜の里・ねお付近）まで郵便車が用いられ、峠越えは歩荷によって行われた。豪雪に見舞われる冬期は、朝4時に出発したと言われる。
岐阜バス徳山線が、根尾村樽見からこのトンネルを通って、徳山村の塚まで路線バスを走らせていた。冬季は運休していた。